# Dolichosaccus leiolopismae
Dolichosaccus leiolopismae är en plattmaskart som beskrevs av Allison och Blair 1987. Dolichosaccus leiolopismae ingår i släktet Dolichosaccus och familjen Plagiorchiidae. Inga underarter finns listade i Catalogue of Life.